# Great Arm River
Great Arm River är ett vattendrag i Grenada.   Det ligger i parishen Saint Patrick, i den norra delen av landet, 20 km nordost om huvudstaden Saint George's. Great Arm River ligger på ön Grenada.